# Matija Divković
Matija Divkovic (1563 - 21 août 1631) était un auteur bosniaque, le fondateur de la littérature bosnienne en Bosnie.
Divkovic a écrit ses livres pour répondre à un besoin catholique. Ainsi, la Grande Doctrine chrétienne de 1611 a été destinée à des ecclésiastiques, tandis que la Petite Doctrine chrétienne de 1616 est devenue un manuel pour le reste du peuple. Le premier est composé de plusieurs travaux latins mal identifiés (les sermons de John Herolt, Bernardine Bastio, etc.). Le dernier ressemble à un dialogue entre un enseignant et un étudiant, mélangeant des vers et de la prose, avec des thèmes religieux et éducatifs divers. La Petite Doctrine était un des livres les plus populaires en Bosnie-Herzégovine et a largement été utilisé dans la Dalmatie toute proche.